# Epectaptera drucei
Epectaptera drucei là một loài bướm đêm thuộc phân họ Arctiinae, họ Erebidae.